# Лорін Вільямс
Лорін Вільямс  (англ. Lauryn Williams; нар. 11 вересня 1983) — американська легкоатлетка та бобслеїстка, олімпійська чемпіонка.

## Виступи на Олімпіадах
| Олімпіада   | Дисципліна              | Місце            |
| ----------- | ----------------------- | ---------------- |
| Афіни 2004  | біг на 100 метрів       | 2                |
| Афіни 2004  | естафета 4 x 100 метрів | участь           |
| Пекін 2008  | біг на 100 метрів       | 4                |
| Пекін 2008  | естафета 4 x 100 метрів | участь, півфінал |
| Лондон 2012 | естафета 4 x 100 метрів | 1                |
| Сочі 2014   | бобслей, двійки         | 2                |

## Зовнішні посилання
- Досьє на sport.references.com [Архівовано 30 серпня 2009 у Wayback Machine.]